# Sitor Situmorang
Sitor Situmorang (Harianboho, Sumatra du Nord, Indonésie, 2 octobre 1924 - 21 décembre 2014), dont le titre et le prénom de naissance sont Raja Usu, est un journaliste et écrivain indonésien. 
En 2006, Il reçoit le prix des écrivains de l'Asie du Sud-Est pour l'Indonésie (SEA Write Award, l'équivalent du prix Goncourt en Asie du Sud-Est). 

## Biographie
Son père, Ompu Babiat Situmorang, était un compagnon de lutte de Sisingamangaraja XII, le dernier roi batak, contre l'armée coloniale des Indes néerlandaises. 
Situmorang fait des études à la Hollandsch-Indische School (HIS, école primaire néerlandaise pour les indigènes) à Balige au bord du lac Toba puis à Sibolga sur la côte ouest du nord de Sumatra, ensuite au MULO (collège pour indigènes) de Tarutung, également dans le nord de Sumatra, et enfin à Batavia (aujourd'hui Jakarta) à l'AMS (Algemeene Middelbare School, "école secondaire générale", lycée pour indigènes).
Il commence par travailler comme journaliste aux quotidiens Suara Nasional à Tarutung en 1945, Waspada à Medan, la capitale provinciale de Sumatra du Nord, en 1947, Berita Indonesia et Warta Dunia à Jakarta en 1957. Il enseigne à l'Académie national d'art dramatique d'Indonésie à Jakarta.
De 1950 à 1952, Situmorang vit en Europe, à Amsterdam et à Paris. En 1956 et 1957, il étudie le cinéma à l'université de Californie. Rentré en Indonésie, il est nommé membre de l'Assemblée délibérative provisoire du peuple (MPRS, le parlement provisoire) dans le groupe des artistes. Il fonde en 1959 l'Institut de la culture populaire, lié au Parti national indonésien (PNI). Accusé de soutenir les activités de l'aile gauche du PNI, il est emprisonné à la fin de 1966. À l'époque, le pouvoir est aux mains du général Soeharto.
Situmorang est libéré en 1976. Il quitte l'Indonésie et s'installe à Leyde aux Pays-Bas (1982-1990), puis à Islamabad au Pakistan (1991). Il vit ses dernières années à Apeldoorn aux Pays-Bas.
Considéré comme l'un des plus grands poètes indonésiens de la génération d'après-guerre, il a également fait paraître des nouvelles, des pièces de théâtre et des essais.
En 2008, il fut l’invité d’honneur de la 3e édition de la "Journée des dix heures pour la littérature indonésienne", une biennale organisée à Paris par l’association franco-indonésienne Pasar Malam. 
Situmorang est mort le 21 décembre 2014 à Apeldoorn.

## Œuvre
- Surat Kertas Hidjau (Lettres sur papier vert, recueil de poèmes, 1953)
- Djalan Mutiara (La route aux perles, recueil de 3 pièces, 1954)
- Dalam Sadjak (En vers, 1955)
- Wadjah Tak Bernama (Visage sans nom, recueil de poèmes, 1955)
- Pertempuran dan Saldju di Paris (Combat et neige à Paris, 1956)
- Zaman Baru (Temps nouveau, 1962)
- (Prince, 1963)
- (La littérature révolutionnaire, essai, 1965)
- (Le mur du temps, 1976)
- Peta Perjalanan (Carte routière, prix du Conseil des Arts de Jakarta en 1976)
- Sitor Situmorang Sastrawan 45, Penyair Danau Toba (autobiographie, 1981)
- Toba na Sae (histoire du pays Toba, 1993)
- Guru Somalaing dan Modigliani Utusan Raja Rom (1993)
- (Paris la nuit (entre le souvenir et l’oubli), recueil de poèmes, bilingue indonésien/français, Forum Jakarta-Paris/Komunitas Bambu, 2002).